# Erik Norrlinder
Erik Gustav Norrlinder (före 1937 Pettersson), född 29 december 1914 i Trehörningsjö socken, Västernorrlands län, död 28 september 1982 i Hudiksvall, var en svensk ingenjör.
Efter examen från Chalmers tekniska högskola 1937 blev Norrlinder ingenjör vid Krångede AB 1938, vid LKAB i Malmberget 1943, vid AB Linjebyggnad 1947, chef för kraftavdelningen vid Ljusne-Woxna AB 1948 (senare Ström-Ljusne AB) samt överingenjör och chef för kraftavdelningen vid AB Iggesunds bruk från 1967. Han var styrelseledamot i Ljusnans och Voxnans regleringsförening från 1950 och i Gävleborgs läns elektriska förening från 1960.